# Pierre Mérindol
Pour les articles homonymes, voir Didier et Mérindol.
Pierre Mérindol, pseudonyme de Gaston Didier, est un journaliste et écrivain français né le 13 août 1926. Il a été grand reporter au Progrès de Lyon pour qui il a notamment couvert le procès de Klaus Barbie en 1987. Il est décédé à 86 ans à la suite d'une crise cardiaque le 8 août 2013 à l'hôpital du Tonkin de Villeurbanne à 2 h 53.